# Cơ chế phòng vệ

Ẩn dụ về tảng băng trôi thường được sử dụng để diễn giải về các cấu phần của tâm thức trong mối liên hệ với các phần khác.

Trong lý thuyết phân tâm học, các cơ chế phòng vệ mang bản chất vô thức. Đó là những "chiến thuật" tâm lý được bộc lộ dưới các dạng thức khác nhau, nhằm đương đầu với thực tế và để duy trì hình ảnh bản thân. Thường chúng ta vẫn sử dụng các cơ chế phòng vệ khác nhau trong đời sống hàng ngày. Một cơ chế phòng vệ chỉ mang tính bệnh lý khi nó bị lạm dụng, dẫn tới những hành vi kém thích nghi và sẽ gây ảnh hưởng không tốt tới sức khỏe thể chất và tâm trí. Mục đích của các cơ chế phòng vệ này là nhằm bảo vệ tâm trí/cái Tự Mình/ cái Tôi khỏi lo âu và/ hoặc những hình phạt xã hội, và cung cấp một nơi trú ẩn cho cá nhân khi đang rơi vào tình huống hiện thời chưa thể đương đầu.
Các cơ chế phòng vệ, hay chính xác hơn là những cơ chế phòng vệ của cái Tôi có thể xuất hiện khi mà xung năng cái Nó xung đột với các cấu phần nhân cách khác, như khi những xung năng này xung đột với các giá trị hay niềm tin nơi cái Siêu Tôi, hay khi một nguy cơ từ Ngoại Giới động chạm tới cái Tôi.
Thuật ngữ "cơ chế phòng vệ" thường được hiểu như một thuật ngữ hẹp nghĩa chỉ những thói quen ứng phó đặc trưng của một cá nhân với những trải nghiệm mất mát hoặc đau buồn, nhưng cần hiểu rộng trường nghĩa của nó là dùng để chỉ những mô thức phản ứng đa dạng. Khái niệm về các cơ chế phòng vệ của cái Tôi đã được Freud đề xuất, sau đó được con gái ông – Anna Freud, cùng những người khác phát triển thêm.
Các cơ chế phòng vệ không hoàn toàn giống với khái niệm các chiến lược đương đầu – coping strategies.
Các cơ chế phòng vệ này đã được lượng giá và nghiệm kê trong bảng phân loại các cơ chế phòng vệ (DSQ-40)

## Mô hình cấu trúc nhân cách: cái Nó, cái Tôi và cái Siêu Tôi
Khái niệm về các xung năng cái Nó được minh họa trong mô hình cấu trúc nhân cách của Sigmund Freud. Theo luận thuyết này, những xung năng cái Nó hoạt động theo nguyên tắc khoái lạc: đòi hỏi được thỏa mãn tức thời những nhu cầu và khao khát cá nhân. Freud dùng khái niệm cái Nó để mô tả những xung năng xuất nguồn từ những bản năng sinh học của chúng ta, như tính xâm kích (xung năng "chết" – Thanatos) và bản năng tính dục (xung năng "sống" – Eros) [khái niệm "tính dục" cần được hiểu theo trường nghĩa rộng]. Ví như khi xung năng cái Nó (như khi thèm khát quan hệ tính dục với một người lạ) xung đột với cái Siêu Tôi (ở đây là những giao ước xã hội về việc không được "sàm sỡ" với người khác), khi đó những cảm thức bất mãn hoặc lo âu sẽ trồi lên tầng ý thức. Để trấn giảm những cảm thức tiêu cực này, cái Tôi sẽ dùng những cơ chế phòng vệ để ngăn chặn những xung năng từ cái Nó (một cách vô thức hoặc hữu thức).
Freud cũng cho rằng những xung đột giữa hai cấu phần này có liên quan tới những giai đoạn nhạy cảm trong sự phát triển các giai đoạn tâm-tính dục.

## Những định nghĩa về các cấu phần của hệ tâm trí:
Freud đã đề xuất ba cấu phần tạo nên hệ tâm trí (nhân cách):
1. ID: mang bản chất ích kỷ, trẻ con; cấu phần này bị chi phối bởi nguyên tắc khoái lạc, không thể trì hoãn những ham muốn tức thời.

1. Super Ego: Nhập tâm những quy chuẩn xã hội và học hỏi các mô thức, quan niệm từ cha mẹ về cái gì là "tốt", là "xấu", hành xử thế nào là "đúng", là "sai".

1. Cái Tôi: "người hòa giải" cái Nó và cái Siêu Tôi, cái Tôi tìm kiếm những giải pháp thỏa hiệp để dẹp yên xung đột giữa Nó và Siêu Tôi. Có thể nói nó là năng lực "biết Thế và biết Thời" (biết mình là ai, mình đang trong hoàn cảnh nào..để hành xử cho hợp lẽ).